# NUTS de Portugal
La Nomenclatura de las Unidades Territoriales Estadísticas (NUTS) de Portugal es usada para fines estadísticos a nivel de la Unión Europea (Eurostat). Los códigos NUTS dividen al país en tres niveles, que en Portugal se estructura de la siguiente manera:
1. Portugal se divide en tres NUTS del primer nivel. Estos son el Portugal Continental, la Región Autónoma de las Azores y la Región Autónoma de Madeira.
2. Los NUTS de segundo nivel lo componen las siete regiones del Portugal Continental (hasta 2024 eran cinco) y las regiones autónomas de Azores y Madeira.
3. El tercer nivel, se establece mediante las subregiones portuguesas. Estas no coinciden con los distritos portugueses ya que una subregión puede estar formada por municipios pertenecientes a distintos distritos.

El Reglamento Delegado 2023/674 de la Comisión Europea estableció a partir del 1º de enero de 2024 la siguiente distribución NUTS en Portugal:
| NUTS 1                                                | NUTS 1 | NUTS 2                 | NUTS 2 | NUTS 3                            | NUTS 3 |
| Portugal Continental y Regiones Autónomas de Portugal | Código | Región                 | Código | Subregión                         | Código |
| ----------------------------------------------------- | ------ | ---------------------- | ------ | --------------------------------- | ------ |
| Continente                                            | PT1    | Norte                  | PT11   | Alto Minho                        | PT111  |
| Continente                                            | PT1    | Norte                  | PT11   | Cávado                            | PT112  |
| Continente                                            | PT1    | Norte                  | PT11   | Ave                               | PT119  |
| Continente                                            | PT1    | Norte                  | PT11   | Gran Área Metropolitana de Oporto | PT11A  |
| Continente                                            | PT1    | Norte                  | PT11   | Alto Tâmega e Barroso             | PT11B  |
| Continente                                            | PT1    | Norte                  | PT11   | Tâmega e Sousa                    | PT11C  |
| Continente                                            | PT1    | Norte                  | PT11   | Duero                             | PT11D  |
| Continente                                            | PT1    | Norte                  | PT11   | Terras de Trás-os-Montes          | PT11E  |
| Continente                                            | PT1    | Algarve                | PT15   | Algarve                           | PT150  |
| Continente                                            | PT1    | Centro                 | PT19   | Región de Aveiro                  | PT191  |
| Continente                                            | PT1    | Centro                 | PT19   | Región de Coímbra                 | PT192  |
| Continente                                            | PT1    | Centro                 | PT19   | Región de Leiría                  | PT193  |
| Continente                                            | PT1    | Centro                 | PT19   | Viseu Dão-Lafões                  | PT194  |
| Continente                                            | PT1    | Centro                 | PT19   | Beira Baixa                       | PT195  |
| Continente                                            | PT1    | Centro                 | PT19   | Beiras y Sierra de la Estrella    | PT167  |
| Continente                                            | PT1    | Gran Lisboa            | PT1A   | Gran Lisboa                       | PT1A0  |
| Continente                                            | PT1    | Península de Setúbal   | PT1B   | Península de Setúbal              | PT1B0  |
| Continente                                            | PT1    | Alentejo               | PT1C   | Alentejo Litoral                  | PT1C1  |
| Continente                                            | PT1    | Alentejo               | PT1C   | Baixo Alentejo                    | PT1C2  |
| Continente                                            | PT1    | Alentejo               | PT1C   | Alto Alentejo                     | PT1C3  |
| Continente                                            | PT1    | Alentejo               | PT1C   | Alentejo Central                  | PT1C4  |
| Continente                                            | PT1    | Oeste y Valle del Tajo | PT1D   | Oeste                             | PT1D1  |
| Continente                                            | PT1    | Oeste y Valle del Tajo | PT1D   | Médio Tejo                        | PT1D2  |
| Continente                                            | PT1    | Oeste y Valle del Tajo | PT1D   | Lezíria do Tejo                   | PT1D3  |
| Región Autónoma de las Azores                         | PT2    | Azores                 | PT20   | Azores                            | PT200  |
| Región Autónoma de Madeira                            | PT3    | Madeira                | PT30   | Madeira                           | PT300  |
| Extra-Regio NUTS 1                                    | PTZ    | Extra-Regio NUTS 2     | PTZZ   | Extra-Regio NUTS 3                | PTZZZ  |

## Mapas

### NUTS I

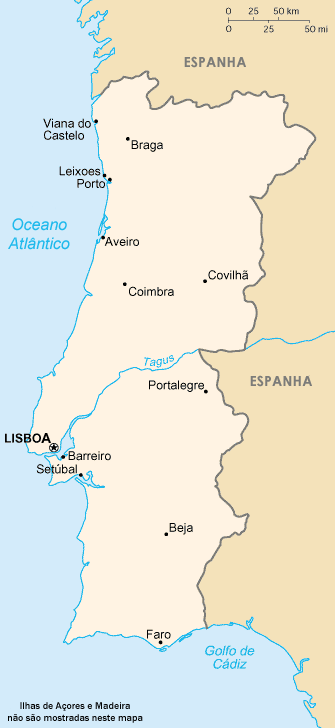
Portugal Continental
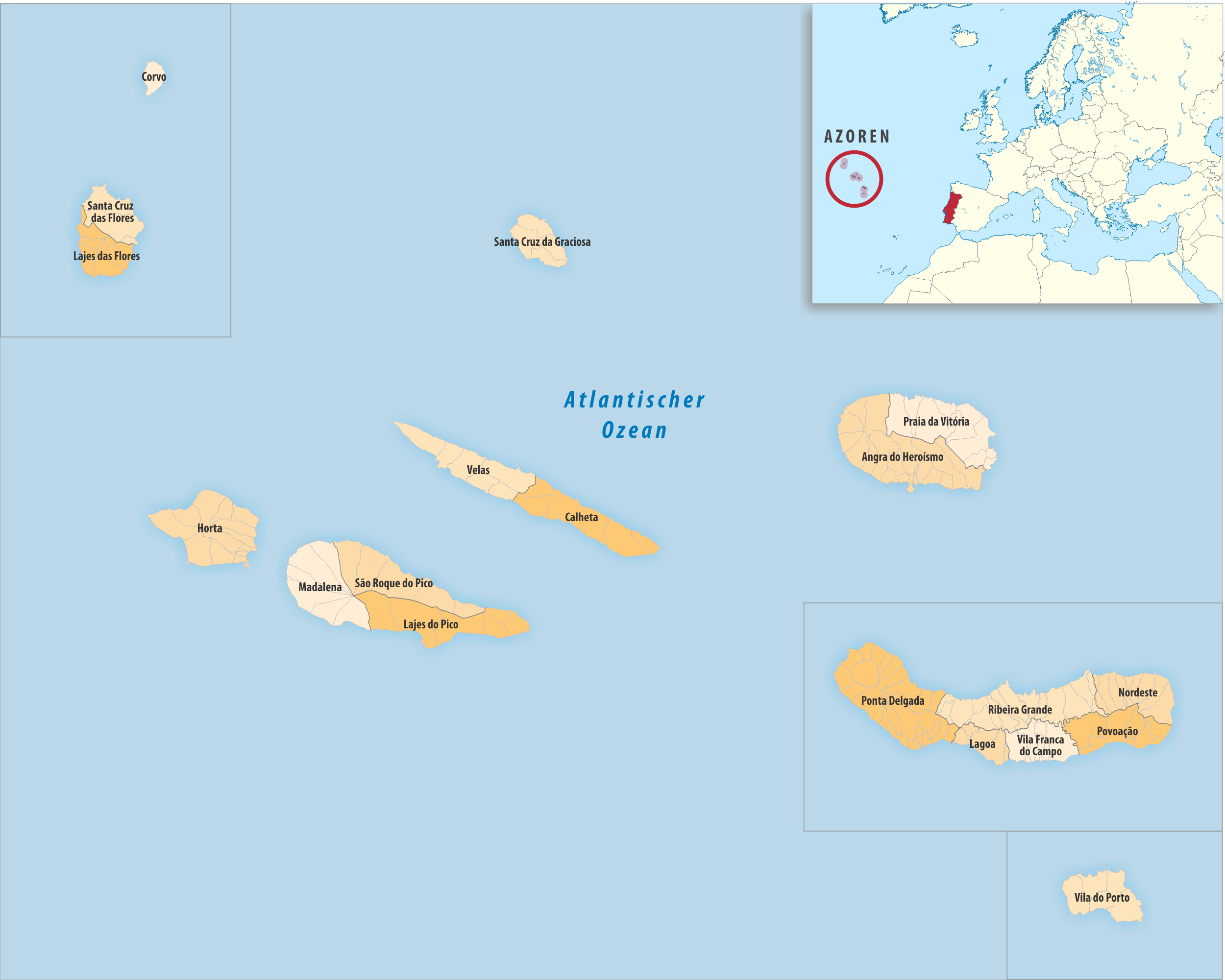
Azores
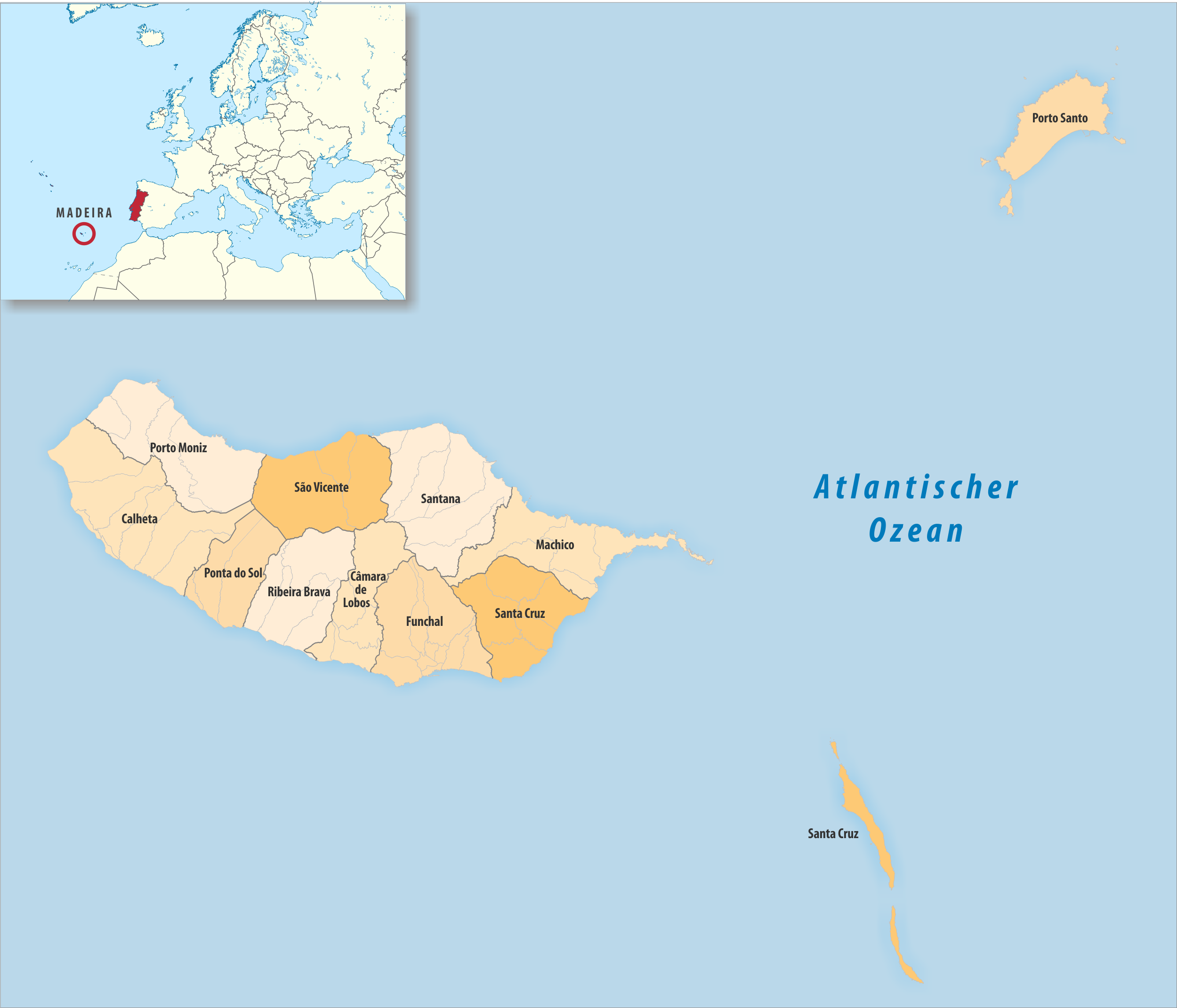
Madeira

### NUTS II

Regiones NUTS 2 (2024)
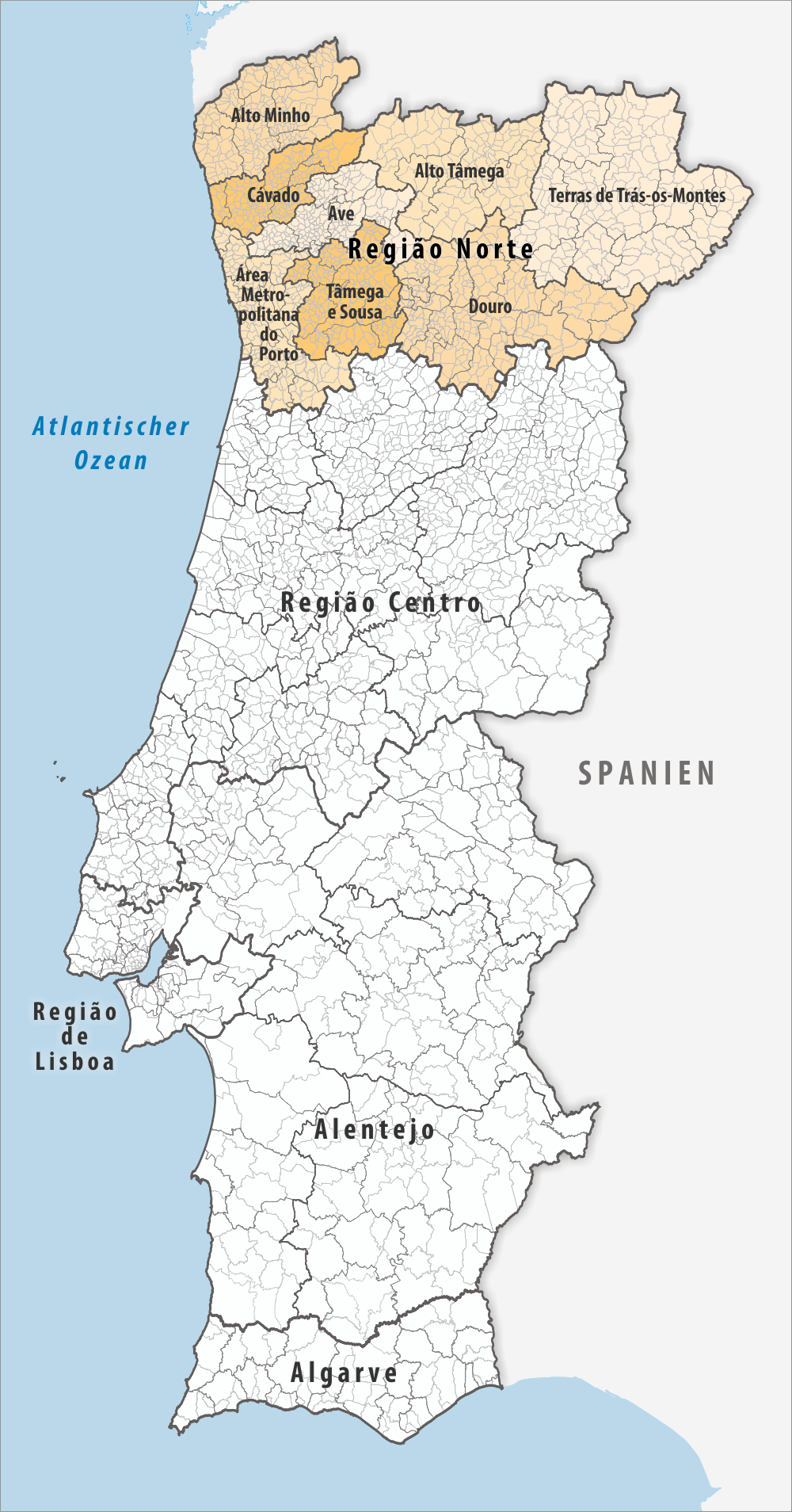
Norte
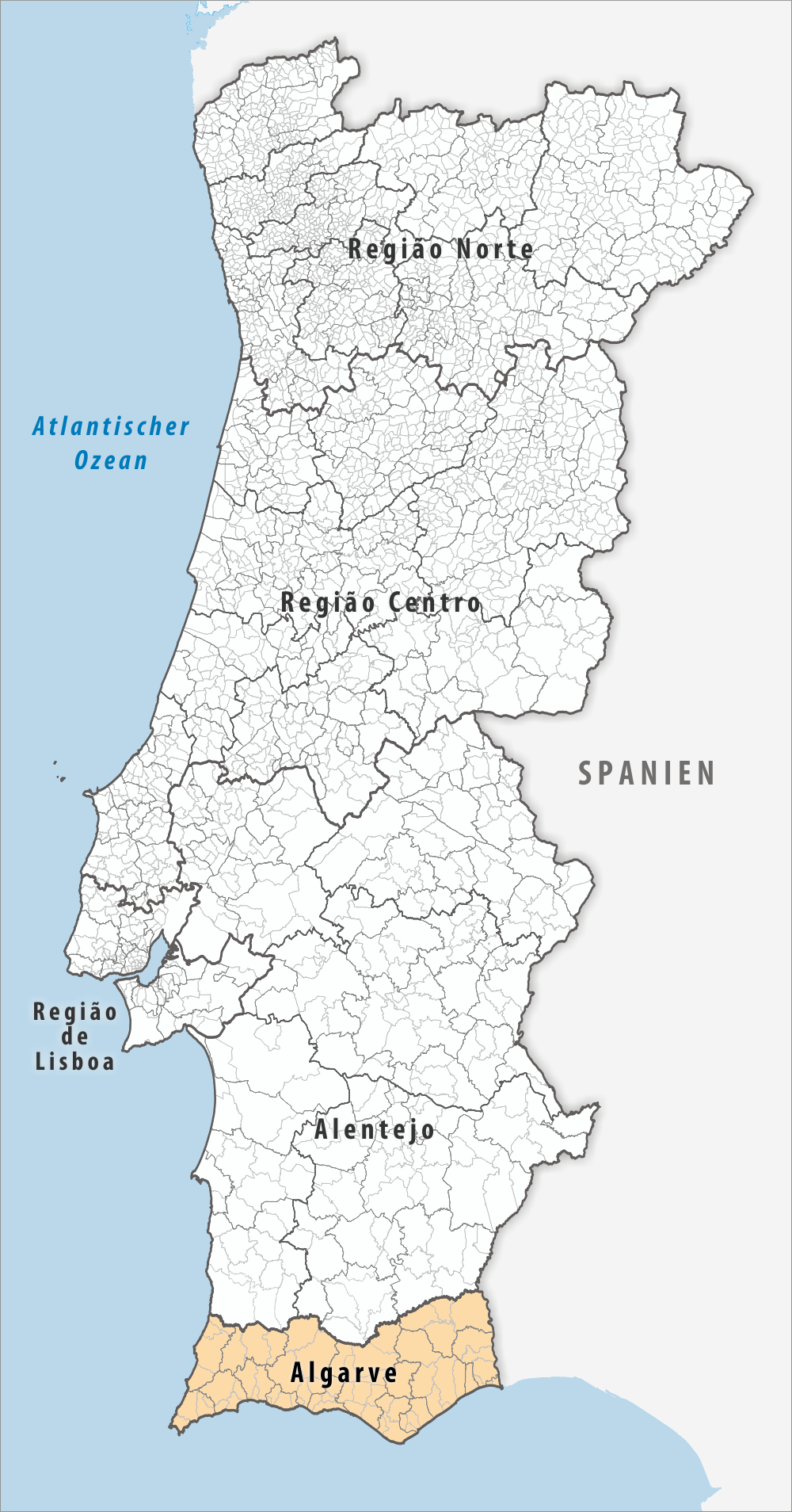
Algarve
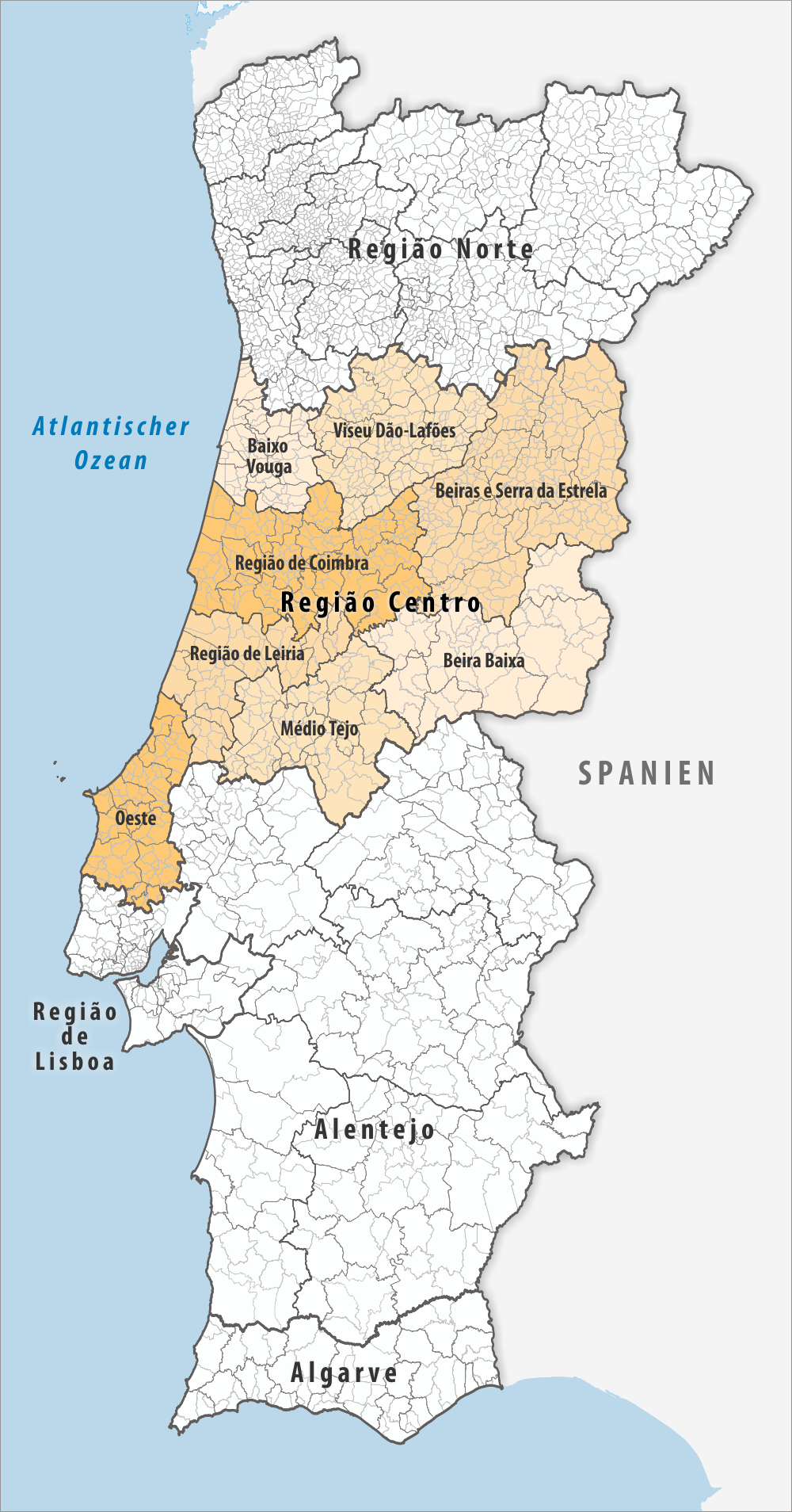
Centro
Gran Lisboa
Península de Setúbal
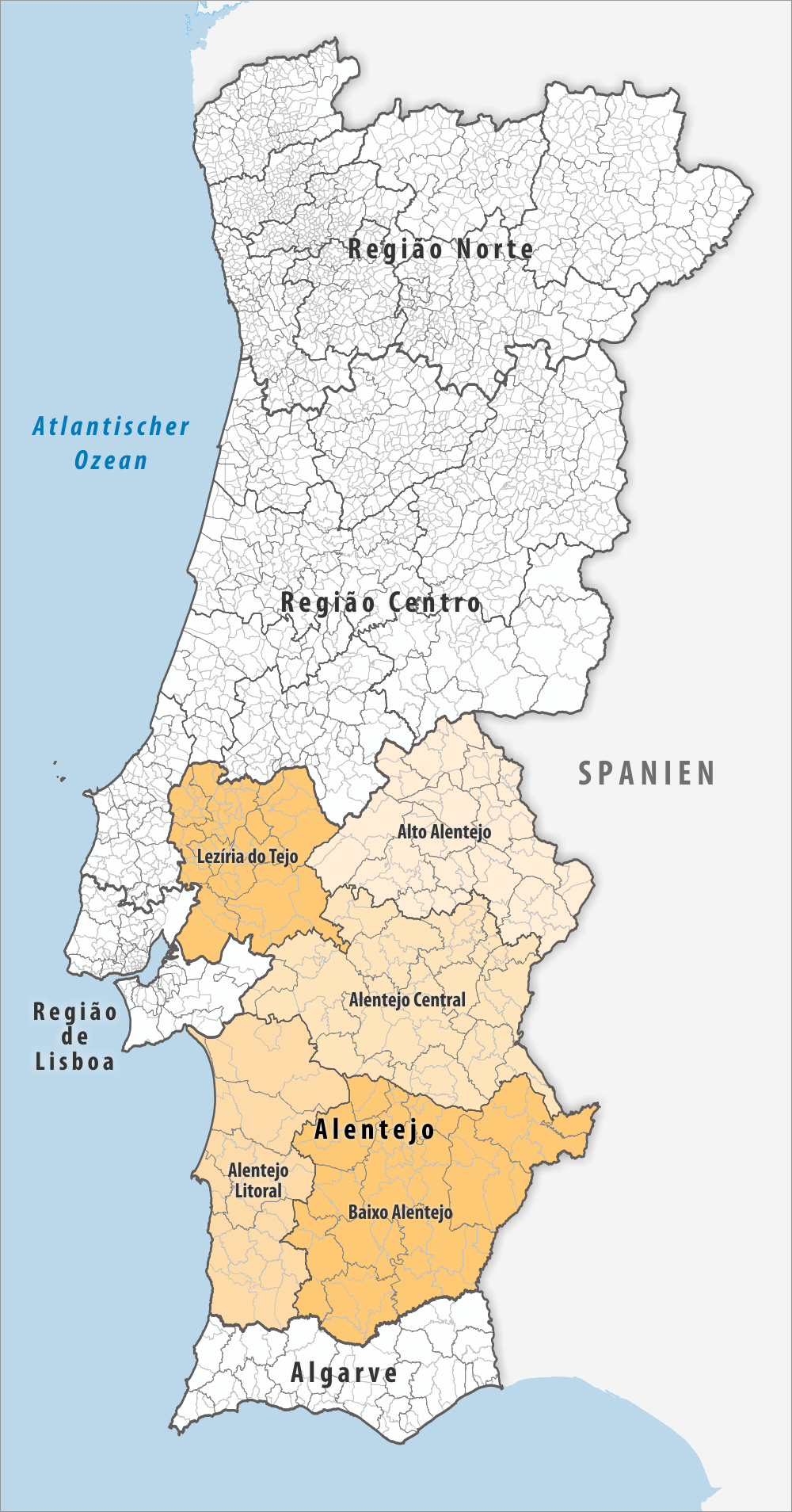
Alentejo
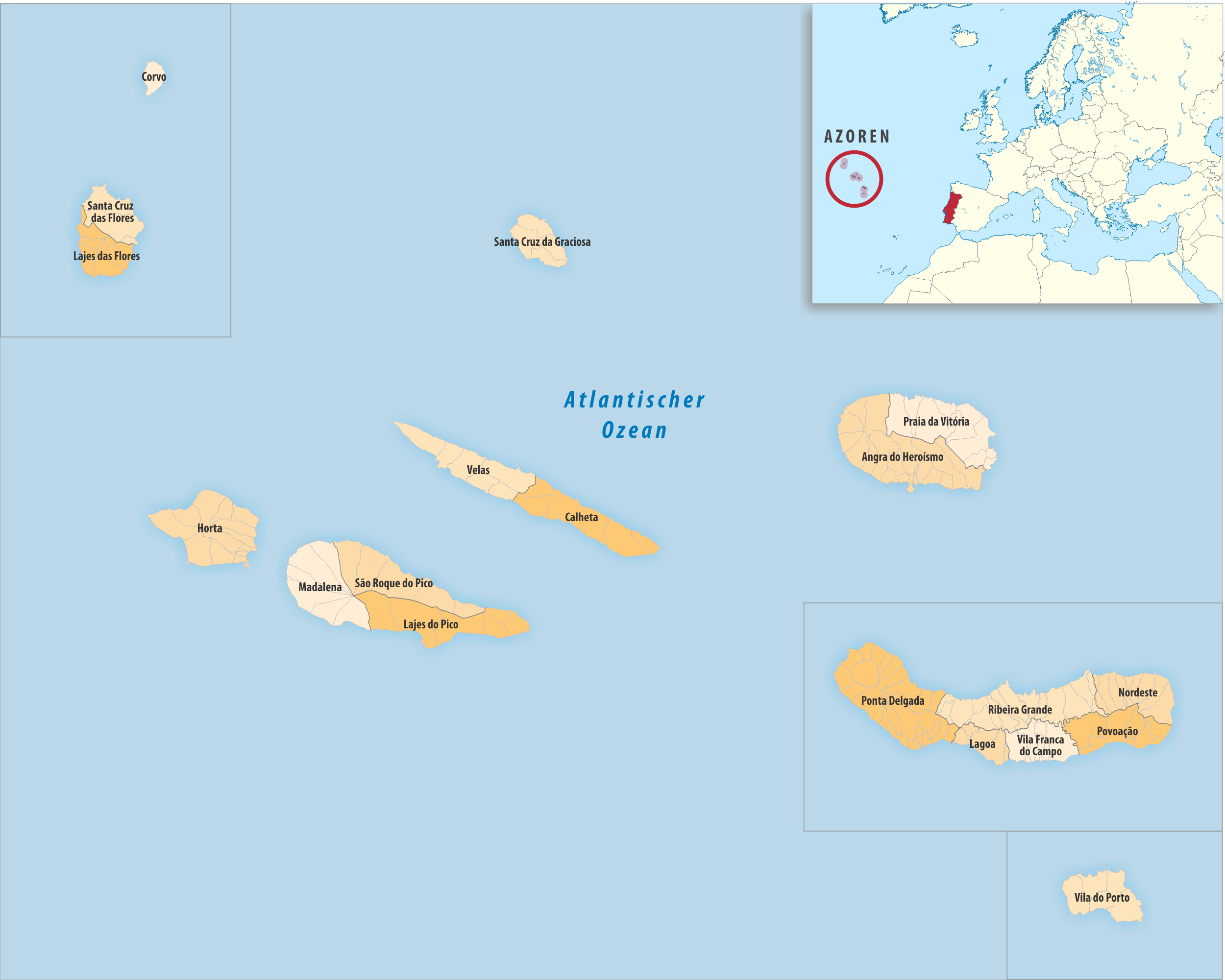
Azores
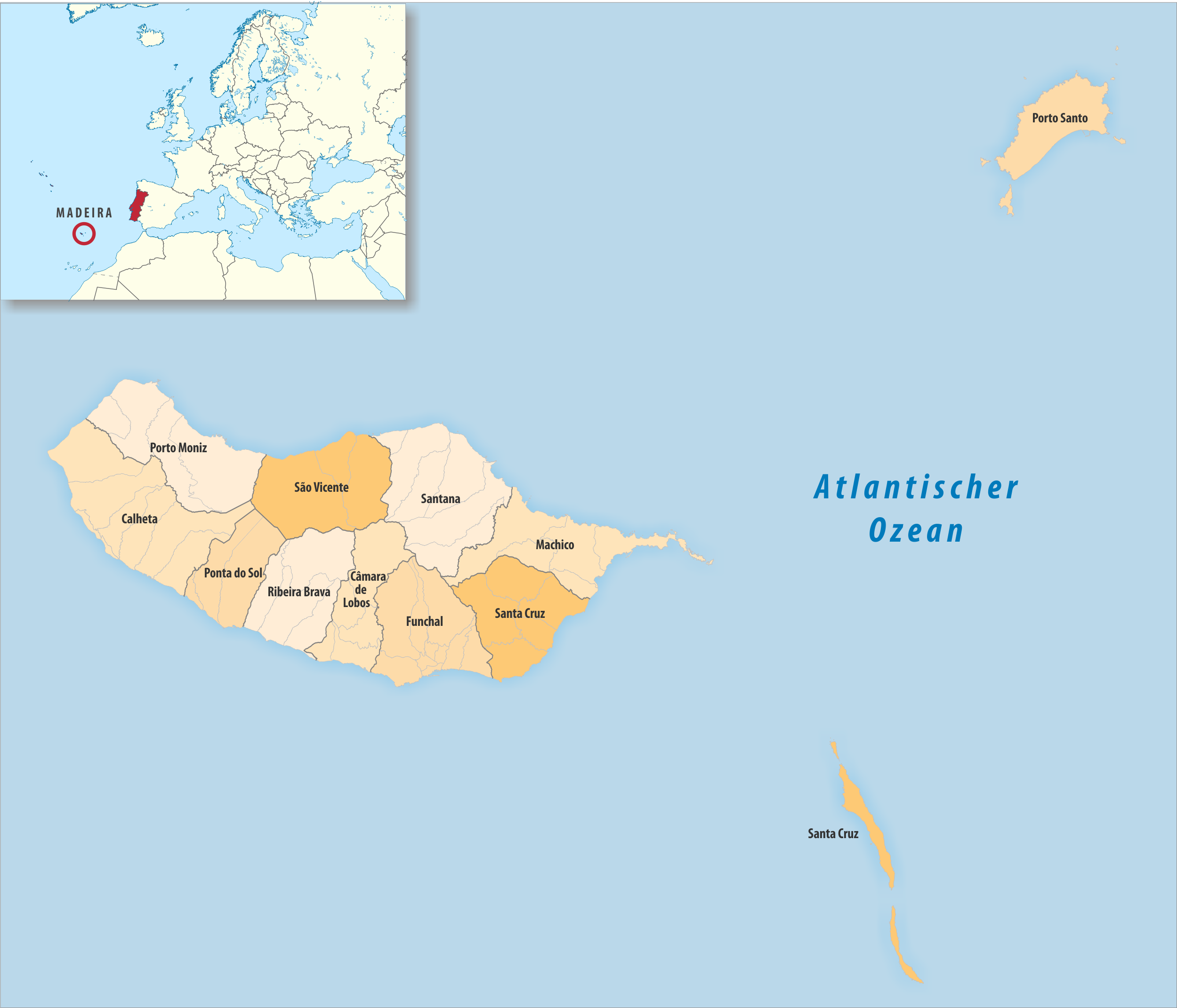
Madeira